# Höne
Höne is een Duits historisch merk van hulpmotoren.
Höne leverde in de jaren vijftig hulpmotoren voor fietsen. De Höne-"Frontalmotor" was een 48cc-tweetaktmotor met een liggende cilinder die aan de voorvork van een fiets bevestigd kon worden. Het voorwiel werd dan via een tandwiel aangedreven.